# William Marshal, 1.º Conde de Pembroke
William Marshal, 1.º Conde de Pembroke (1146 — 14 de maio de 1219) era um soldado e estadista anglo-normando. Ele tem sido descrito como o "maior cavaleiro que já viveu" (Stephen Langton). Ele serviu quatro reis - Henrique II, Ricardo Coração de Leão, João e Henrique III de Inglaterra - e passou da obscuridade para se tornar regente de Inglaterra e um dos homens mais poderosos da Europa. Antes dele, o título hereditário de "Lord Marshal" designava uma espécie de chefe de segurança da casa do rei de Inglaterra; pelo que quando ele morreu, as pessoas em toda a Europa referem-se a ele simplesmente como o "Marechal".
Tornado cavaleiro em 1166, ele passou a maior parte de seus primeiros anos como um cavaleiro errante e um competidor de torneio bem-sucedido. em 1189 ele se tornou o de facto conde de Pembroke através de seu casamento com Isabel de Clare, porém o título de conde não foi oficialmente concedido 1199 durante a segunda criação do condado de Pembroke. Em 1216 ele foi nomeado protetor de Henry III, com 9 anos na época e regente do reino.
Por ele ser um conde, e também conhecido como "O Marechal", o termo "conde marechal" foi comumente usado e isso depois virou um título hereditário estabelecido na nobreza inglesa.
Cumprindo uma promessa que tinha feito, quando esteve em contacto com as cruzadas, foi investido na ordem dos Cavaleiros Templários no seu leito de morte.
Morreu em 14 de Maio de 1219, em Caversham, e foi sepultado na Igreja do Templo, em Londres, onde seu túmulo ainda pode ser visto.